# Pelekium intricatum
Pelekium intricatum là một loài Rêu trong họ Thuidiaceae. Loài này được (A. Jaeger) Touw mô tả khoa học đầu tiên năm 2001.